# Kenterwinkel

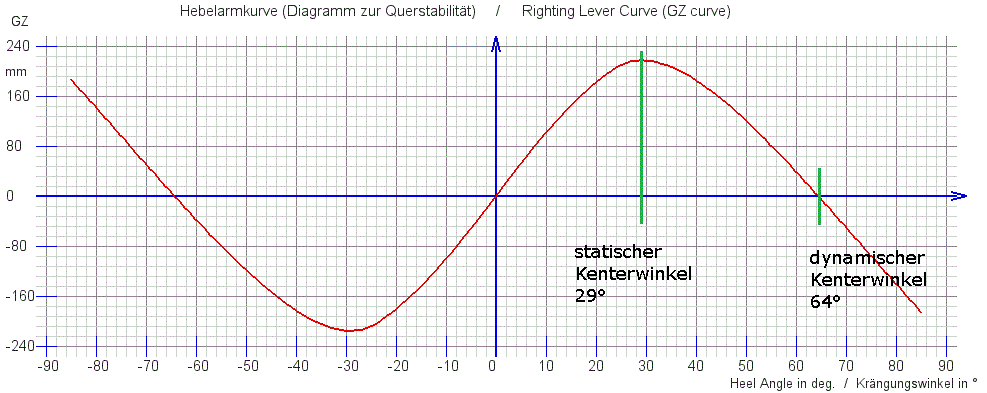
Stabilitätskurve: Aufrichtender Hebelarm (GZ) in Abhängigkeit von der Krängung.

Der Kenterwinkel ist der Krängungswinkel, bei dem ein Wasserfahrzeug umkippt, kentert. Dieser Winkel ist vom Verlauf der Stabilitätskurve des Schiffes abhängig und vom Verlauf des einwirkenden Drehmoments.
Zwei Punkte dienen der Charakterisierung der Stabilitätskurve:
Beim statischen Kenterwinkel, der Maximumstelle der Stabilitätskurve, würde das Fahrzeug kentern, wenn das einwirkende Moment dort winkelunabhängig wäre. Das ist jedoch selten, da es in den meisten Fällen durch den Winddruck auf die Segel entsteht, und dieser mit der Krängung abnimmt.
Ein Gegenbeispiel, bei dem das Fahrzeug bei Erreichen des statischen Kenterwinkels (oder sogar eher) kentert, wäre ein Schwimmkran mit gehobener Last, denn hier nimmt infolge des längeren wirksamen Hebelarms das einwirkende Moment mit der Krängung zu.
Beim dynamischen Kenterwinkel, der darauf folgenden Nullstelle, würde das Fahrzeug ohne äußeres Moment kentern. Man stellt sich vor, dass dieser Winkel dynamisch erreicht wurde, etwa durch einen Brecher, daher der Name. Bei kleinen Booten und Jollen liegt dieser Winkel typischerweise um 90°, bei Yachten mit Ballastkiel bei 120° bis 150°.
Die Stabilitätskurve ändert sich empfindlich bei Wassereinbruch oder flüssiger, schüttfähiger oder verrutschender Ladung, siehe Schlagseite.